# Phyllis Haver
Phyllis Haver (Douglass, 6 gennaio 1899 – Sharon, 19 novembre 1960) è stata un'attrice statunitense del cinema muto.

## Biografia
Nata a Douglass nel 1899 con il nome di Phyllis O'Haver, ancora giovane lasciò il Kansas insieme alla famiglia per trasferirsi a Los Angeles, città dove completò i suoi studi e trovò lavoro come pianista, accompagnando in sala la proiezione dei film. Molto graziosa, alta 1,64, bionda, cercò lavoro come attrice. A un'audizione, venne notata da Mack Sennett. Il produttore, re della commedia e grande scopritore di talenti, la scelse per far parte delle celebri Bathing Beauties. Presenti regolarmente nelle comiche di Sennett, erano belle ragazze vestite solo con il costume da bagno con la scusa che le storie dei film si svolgevano in qualche spiaggia. Tra le sue colleghe, Phyllis ebbe anche una giovanissima Gloria Swanson e la piccante Marie Prevost. 
Il suo film d'esordio, Those Bitter Sweets, fu alla Keystone Film Company, una commedia diretta da F. Richard Jones nella quale debuttò anche la Prevost. Nel 1927, Phyllis ottenne un ruolo di spessore in Chicago, ovvero: Vampate nere, interpretando una delle due protagoniste assassine (l'altra è Julia Faye) della storia tratta dalla commedia di Maurine Dallas Watkins. Nel 1928, girò un film anche con David Wark Griffith, La battaglia dei sessi, dove - spiritosa ammaliatrice - seduce un nuovo ricco di mezza età, il quale, persa la testa per lei, sta per rovinarsi, coinvolgendo nella sua rovina anche la famiglia. All'avvento del sonoro, dopo due film parlati, Haver si ritirò a vita privata. Si sposò con il milionario William Seeman, da cui divorziò nel 1945. Morì all'età di 61 anni, per una overdose di barbiturici, il 19 novembre 1960.

## Filmografia

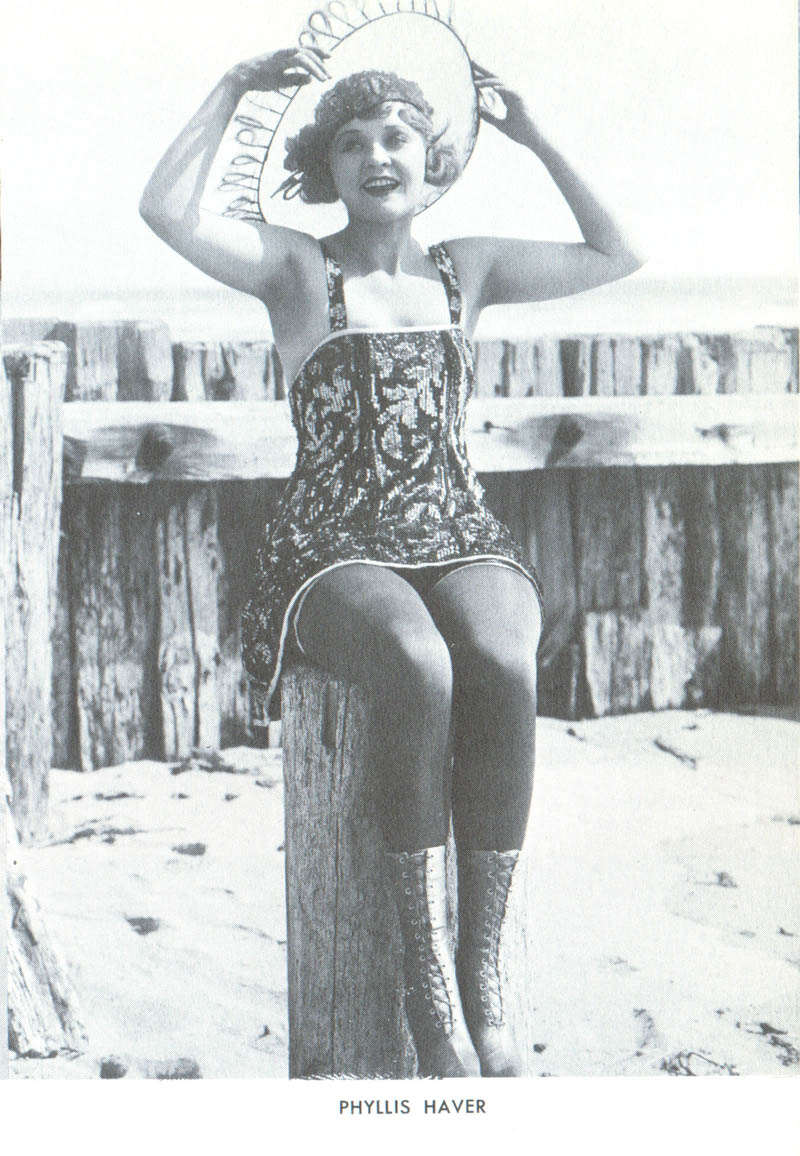
Phyllis Haver (1917), una delle Bathing Beauty di Mack Sennett

- Those Bitter Sweets, regia di F. Richard Jones (1915)
- Sunshine, regia di Edward F. Cline (1916)
- A Janitor's Vengeance, regia di Charles Avery (1917)
- A Dog Catcher's Love, regia di Edward F. Cline (1917)
- Whose Baby?, regia di Clarence G. Badger (1917)
- His Unconscious Conscience, regia di Charles Avery (1917)
- The Sultan's Wife, regia di Clarence G. Badger (1917)
- All at Sea (1917)
- A Bedroom Blunder, regia di Edward F. Cline e Hampton Del Ruth (1917)
- A Prairie Heiress (1917)
- '49-'17, regia di Ruth Ann Baldwin (1917)
- Roping Her Romeo, regia di Hampton Del Ruth e Fred Hibbard
- Their Husband (1917)
- The Pullman Bride, regia di Clarence G. Badger (1917)
- Are Waitresses Safe?, regia di Hampton Del Ruth, Victor Heerman (1917)
- That Night, regia di Edward F. Cline e Hampton Del Ruth (1917)
- Whose Little Girl Are You?, regia di Edward F. Cline (1918)
- It Pays to Exercise, regia di Hampton Del Ruth e F. Richard Jones (1918)
- Those Athletic Girls, regia Edward F. Cline e Hampton Del Ruth (1918)
- His Smothered Love, regia di Edward F. Cline e Hampton Del Ruth (1918)
- Love Loops the Loop, regia di Hampton Del Ruth e Walter Wright (1918)
- Ladies First, regia di Hampton Del Ruth e Ray Grainger (1918)
- She Loved Him Plenty, regia di Hampton Del Ruth e F. Richard Jones (1918)
- The Summer Girls, regia di Edward F. Cline (1918)
- His Wife's Friend, regia di Walter Wright (1918)
- Hearts and Flowers, regia di Edward F. Cline (1919)
- Salomè (Salome vs. Shenandoah), regia di Ray Grey, Ray Hunt e Erle C. Kenton (1919)
- Sarto per signora (A Lady's Tailor), regia di Ray Grey e Erle C. Kenton (1919)
- L'idolo del villaggio (A Small Town Idol), regia di Erle C. Kenton e Mack Sennett (1921)
- The Christian, regia di Maurice Tourneur (1923)
- The Bolted Door, regia di William Worthington (1923)
- The Temple of Venus, regia di Henry Otto (1923)
- L'amante del cuore (The Common Law), regia di George Archainbaud (1923)
- The Midnight Express, regia di George W. Hill (1924)
- New Brooms, regia di William C. deMille (1925)
- I tre furfanti (3 Bad Men), regia di John Ford (1926)
- Le disgrazie di Adamo (Fig Leaves), regia di Howard Hawks (1926)
- La mia vedova (Nobody's Widow), regia di Donald Crisp (1927)
- Nel gorgo del peccato (The Way of All Flesh), regia di Victor Fleming (1927)
- Chicago, ovvero: Vampate nere (Chicago), regia di Frank Urson (1927)
- La battaglia dei sessi (The Battle of the Sexes), regia di David Wark Griffith (1928)
- Tenth Avenue, regia di William C. deMille (1928)
- Il ferroviere (Thunder), regia di William Nigh (1929)